# Kajakarstwo na Letnich Igrzyskach Olimpijskich 2004
Kajakarstwo na letnich igrzyskach olimpijskich w 2004 r. były rozgrywane na Schinias Olympic Rowing and Canoeing Centre, natomiast kajakarstwo górskie było rozgrywane na Olympic Canoe/Kayak Slalom Centre.
Zostało rozdanych 16 kompletów medali, 12 dla kajakarstwa (9 dla mężczyzn i 3 dla kobiet) i 4 komplety dla kajakarstwa górskiego (3 dla mężczyzna i 1 dla kobiet).

## Medaliści

### Kajakarstwo
Mężczyźni
| konkurencja     | złoty                                                                   | srebrny                                                      | brązowy                                                                     |
| --------------- | ----------------------------------------------------------------------- | ------------------------------------------------------------ | --------------------------------------------------------------------------- |
| C-1 500 metrów  | Andreas Dittmer                                                         | David Cal                                                    | Maksim Opalew                                                               |
| C-1 1000 metrów | David Cal                                                               | Andreas Dittmer                                              | Attila Vajda                                                                |
| C-2 500 metrów  | Chiny · Meng Guanliang · Yang Wenjun                                    | Kuba · Ibrahim Rojas · Ledis Balceiro                        | Rosja · Aleksandr Kostogłod · Aleksandr Kowalow                             |
| C-2 1000 metrów | Niemcy · Christian Gille · Tomasz Wylenzek                              | Rosja · Aleksandr Kostogłod · Aleksandr Kowalow              | Węgry · György Kozmann · György Kolonics                                    |
| K-1 500 metrów  | Adam van Koeverden                                                      | Nathan Baggaley                                              | Ian Wynne                                                                   |
| K-1 1000 metrów | Eirik Verås Larsen                                                      | Ben Fouhy                                                    | Adam van Koeverden                                                          |
| K-2 500 metrów  | Niemcy · Ronald Rauhe · Tim Wieskötter                                  | Australia · Clint Robinson · Nathan Baggaley                 | Białoruś · Raman Piatruszenka · Wadzim Machnieu                             |
| K-2 1000 metrów | Szwecja · Markus Oscarsson · Henrik Nilsson                             | Włochy · Antonio Rossi · Beniamino Bonomi                    | Norwegia · Eirik Verås Larsen · Nils Olav Fjeldheim                         |
| K-4 1000 metrów | Węgry · Zoltán Kammerer · Botond Storcz · Ákos Vereckei · Gábor Horváth | Niemcy · Andreas Ihle · Mark Zabel · Björn Bach · Stefan Ulm | Słowacja · Richard Riszdorfer · Michal Riszdorfer · Erik Vlček · Juraj Bača |

Kobiety
| konkurencja    | złoty                                                                      | srebrny                                                              | brązowy                                                                           |
| -------------- | -------------------------------------------------------------------------- | -------------------------------------------------------------------- | --------------------------------------------------------------------------------- |
| K-1 500 metrów | Natasa Janics                                                              | Josefa Idem                                                          | Caroline Brunet                                                                   |
| K-2 500 metrów | Węgry · Katalin Kovács · Natasa Janics                                     | Niemcy · Birgit Fischer · Carolin Leonhardt                          | Polska · Aneta Pastuszka · Beata Sokołowska-Kulesza                               |
| K-4 500 metrów | Niemcy · Birgit Fischer · Maike Nollen · Katrin Wagner · Carolin Leonhardt | Węgry · Katalin Kovács · Szilvia Szabó · Erzsébet Viski · Kinga Bóta | Ukraina · Inna Osypenko · Tetiana Semykina · Hanna Bałabanowa · Olena Czerewatowa |

### Kajakarstwo górskie
| konkurencja  | złoty                                              | srebrny                               | brązowy                                  |
| ------------ | -------------------------------------------------- | ------------------------------------- | ---------------------------------------- |
| C-1 mężczyzn | Tony Estanguet                                     | Michal Martikán                       | Stefan Pfannmöller                       |
| C-2 mężczyzn | Słowacja · Pavol Hochschorner · Peter Hochschorner | Niemcy · Marcus Becker · Stefan Henze | Czechy · Jaroslav Volf · Ondřej Štěpánek |
| K-1 mężczyzn | Benoît Peschier                                    | Campbell Walsh                        | Fabien Lefèvre                           |
| K-1 kobiet   | Elena Kaliská                                      | Rebecca Giddens                       | Helen Reeves                             |

## Tabela medalowa
| Pozycja | Państwo           | złote | srebrne | brązowe | Suma |
| ------- | ----------------- | ----- | ------- | ------- | ---- |
| 1       | Niemcy            | 4     | 4       | 1       | 9    |
| 2       | Węgry             | 3     | 1       | 2       | 6    |
| 3       | Słowacja          | 2     | 1       | 1       | 4    |
| 4       | Francja           | 2     | 0       | 1       | 3    |
| 5       | Hiszpania         | 1     | 1       | 0       | 2    |
| 6       | Kanada            | 1     | 0       | 2       | 3    |
| 7       | Norwegia          | 1     | 0       | 1       | 2    |
| 8       | Chiny             | 1     | 0       | 0       | 1    |
| 8       | Szwecja           | 1     | 0       | 0       | 1    |
| 10      | Australia         | 0     | 2       | 0       | 2    |
| 10      | Włochy            | 0     | 2       | 0       | 2    |
| 12      | Wielka Brytania   | 0     | 1       | 2       | 3    |
| 12      | Rosja             | 0     | 1       | 2       | 3    |
| 14      | Kuba              | 0     | 1       | 0       | 1    |
| 14      | Nowa Zelandia     | 0     | 1       | 0       | 1    |
| 14      | Stany Zjednoczone | 0     | 1       | 0       | 1    |
| 17      | Białoruś          | 0     | 0       | 1       | 1    |
| 17      | Czechy            | 0     | 0       | 1       | 1    |
| 17      | Polska            | 0     | 0       | 1       | 1    |
| 17      | Ukraina           | 0     | 0       | 1       | 1    |